# Contre-argument
Un contre-argument est un argument qui vient soutenir la thèse opposée ou contredire un interlocuteur dans un débat.
Le terme est quelque peu simpliste (ne pas confondre avec simple)[pas clair] puisqu'il implique qu'il y a seulement deux côtés opposés, alors qu'une situation particulière peut avoir plusieurs perspectives qui interagissent, de façon plus complexe qu'une simple et directe opposition.
Soit, par exemple : d'une part les théories de l'évolution telles qu'énoncées par Charles Darwin, et d'autre part les concepts du créationnisme.
D'un certain point de vue, on peut les considérer comme étant des approches diamétralement opposées et irréconciliables.
Un point de vue plus large permet de les envisager comme étant aussi acceptables l'une que l'autre, mais leurs termes et arguments respectifs sont si intrinsèquement différents, qu'ils ne peuvent qu'être en désaccord.
L’inoculation psychologique utilise les contrarguments et leurs réfutations pour solidifier la résistance aux messages de persuasion.